# Pseudostygarctus apuliae
Pseudostygarctus apuliae är en djurart som tillhör fylumet trögkrypare, och som beskrevs av Gallo D'Addabbo, de Zio Grimaldi och D'Addabbo 2000. Pseudostygarctus apuliae ingår i släktet Pseudostygarctus och familjen Stygarctidae. Inga underarter finns listade i Catalogue of Life.